# Thomas Barlow (läkare)
Amerikanen med samma namn, se Thomas Barlow (politiker)
Thomas Barlow, 1:e baronet, född 4 november 1845 i Lancashire, död 12 januari 1945, var en brittisk läkare.
Han tog sin doktorsexamen 1874 och var sedan verksam vid barnsjukhuset vid Great Ormond Street i London fram till 1899 då han blev medicinsk rådgivare. Mellan åren 1895 och 1907 var han professor i London, först i pediatrik och sedan i klinisk medicin.
Till hans meriter hör att han slog fast att skörbjugg hos spädbarn var samma sjukdom som skörbjugg hos vuxna. År 1880 upptogs han i Royal College of Physicians och 1910 blev han ordförande där (omvald fyra gånger). Barlow var också läkare åt både drottning Victoria och kungarna Edward VIII och George V. Barlows sjukdom har uppkallats efter honom.